# Veronica Calabrese (Taekwondoin)
Veronica Calabrese (* 7. November 1987 in Werdohl) ist eine italienische Taekwondoin. Sie startet in der Gewichtsklasse bis 57 Kilogramm.
Calabrese feierte ihre ersten Erfolge im Juniorenbereich. In der Klasse bis 52 Kilogramm gewann sie bei der Juniorenweltmeisterschaft 2002 in Iraklio Bronze, in der Klasse bis 59 Kilogramm wurde sie 2003 in Athen Junioreneuropa- und 2004 in Suncheon Juniorenweltmeisterin. Im Erwachsenenbereich debütierte Calabrese 2005. Bei der Europameisterschaft in Riga erreichte sie das Viertelfinale, bei der Weltmeisterschaft in Madrid das Achtelfinale. Im folgenden Jahr gewann sie in Bonn mit Bronze schließlich ihre erste EM-Medaille. Calabrese qualifizierte sich für die Olympischen Spiele 2008 in Peking. Sie unterlag erst im Halbfinale gegen Lim Su-jeong und verpasste eine Medaille nach einer weiteren Niederlage im Kampf um Bronze gegen Diana Lopez knapp. Bei der Weltmeisterschaft 2009 in Kopenhagen erreichte sie das Finale und gewann mit Silber ihre erste WM-Medaille, bei der Europameisterschaft 2010 in Sankt Petersburg ihre zweite EM-Bronzemedaille.
Calabrese ist Sportsoldatin. 2010 wurde sie in Saint-Jean-sur-Richelieu Militärweltmeisterin im Leichtgewicht.